# Dschamahirija
Dschamahiriyya (oft Dschamahirija, manchmal auch Jamahiriyya geschrieben; arabisch جماهيرية, DMG ǧamāhīriyya) ist eine neue Substantivbildung (aus der Pluralform: arabisch جماهير, DMG ǧamāhīr ‚Volksmassen‘ als Abstraktum in der Bedeutung von Republik), die „Herrschaft der Massen“ bedeutet. Sinngemäß wäre es mit Volksrepublik oder Volksmassenrepublik zu übersetzen und als Form einer Direktdemokratie zu verstehen.
Das Wort „Republik“ wird im modernen Arabisch aus dem Nomen dschumhur / جمهور / ǧumhūr / ‚Volksmenge, Volksmasse‘, im Singular als Abstraktum dschumhuriyya / جمهورية / ǧumhūriyya abgeleitet. Die Wortbildung „Dschamahiriyya“ ist somit ein arabischer Neologismus. Seit dieser Wortschöpfung wurde der Begriff im arabischen Sprachraum nur in Verbindung mit Libyen unter Muammar al-Gaddafi verwendet.

## Libyen

Die Volkskongressen und Volkskomitees zugedachte Rolle sowie ein Organigramm der Volksmacht werden im ersten Kapitel von Gaddafis „Grünem Buch“ erläutert.

Das von 1977 bis 2011 in Libyen bestehende System sah vor, dass das libysche Volk mittels Volkskongressen und Volkskomitees direkt die Macht ausüben sollte. Artikel 2 der vom Allgemeinen Volkskongress beschlossenen Deklaration über die Errichtung der Volksmacht bestimmte den Koran zum Grundgesetz. Der aus der libyschen Arabischen Sozialistischen Union hervorgegangene Allgemeine Volkskongress stellte als oberste legislative Gewalt eine Art Nationalversammlung dar, der sich aus rund 1000 Delegierten der örtlichen Volkskomitees und Basisvolkskongresse zusammensetzte. Als formal oberste exekutive Gewalt war das Allgemeine Volkskomitee eine Art Regierung, dessen Sekretäre (Minister) vom Allgemeinen Volkskongress gewählt wurden, faktisch aber dominierte Machthaber Gaddafi den Allgemeinen Volkskongress, der Gaddafis „Vorschläge“ meist annahm.

## Burkina Faso und weitere
Nach dem Putsch des Hauptmanns Thomas Sankara in Obervolta unterstützte Gaddafi dessen revolutionären Kurs. Bei einem Besuch in dem westafrikanischen Land, das sich 1984 in Burkina Faso umbenannt hatte, lobte Gaddafi es im Dezember 1985 als die zweite Dschamahiriyya der Welt. Auch Sankara stellte fest, ein „Staat der revolutionären Volksmassen“ sei geschaffen worden und proklamierte offiziell die Einführung des Dschamahiriyya-Systems nach libyschem Vorbild. Für seine „Verdienste um die Gründung der zweiten Dschamahiriyya in der Geschichte“ beförderte Gaddafi im April 1987 Sankara bei dessen Gegenbesuch in Libyen zum Obersten, doch noch im gleichen Jahr wurde Sankara in Burkina Faso ermordet und sein revolutionäres Experiment beendet.
Nach seinem erfolgreichen Eingreifen in den Tschadischen Bürgerkrieg vereinbarte Gaddafi mit Goukouni Oueddei 1981 die „vollständige Vereinigung“ Libyens und Tschads. Der geplante Einheitsstaat sollte wie Libyen die Bezeichnung Dschamahiriyya tragen und nach libyschem Vorbild errichtet werden. Auch die 1990 geplante Union Libyens mit dem Sudan sollte unter der gemeinsamen Bezeichnung „Dschamahiriyya“ zustande kommen. Beide Projekte scheiterten.